# Никтей
Никтей (др.-греч. Νυκτεύς «ночной») — персонаж древнегреческой мифологии. Сын Хтония (одного из спартов, рожденного из зубов дракона) (либо Гириея и нимфы Клонии; либо сын Посейдона и Келено). Во всех версиях родословной назван братом Лика. Жена Поликсо, дочь Антиопа. Отец Никтеиды
Вместе с братом Ликом убили на Евбее Флегия, сына Ареса, и бежали. Когда Антиопа забеременела от Зевса, угрожал ей, и Антиопа бежала. Охваченный тоской по дочери, Никтей покончил с собой . По другой версии, погиб от рук сыновей Антиопы. По сикионской версии, Никтей был опекуном Лабдака, ранен в битве с Эпопеем и умер, завещая власть Лику. Основал Гисии у подножия Киферона – колонию Гирии.